# 克洛斯冰川
克洛斯冰川（英語：Clowes Glacier），是南極洲的冰川，位於帕爾默地東岸，寬4公里，在1940年12月由美國研究隊發現和拍攝空中照片，現時由南極條約體系管理。